# Solo Leveling
Solo Leveling (Originaltitel koreanisch 나 혼자만 레벨업; rev. Na Honjaman Rebeleop; Titel auf Japanisch 俺だけレベルアップな件 Ore dake Reberuappu na Ken), auch alternativ übersetzt als englisch Only I Level Up, ist ein südkoreanischer Webroman, der von Chugong geschrieben wurde. Er wurde ab dem 25. Juli 2016 in der digitalen Comic- und Belletristik-Plattform KakaoPage veröffentlicht und später von D&C Media unter ihrem Papyrus-Label am 4. November 2016 in voller Länge herausgegeben.
Eine Webtoon-Adaption von Solo Leveling wurde erstmals am 4. März 2018 auf KakaoPage veröffentlicht; sie wurde von Jang-Sung Rak (alias Dubu), dem CEO von Redice Studio, illustriert, der am 23. Juli 2022 an einer Hirnblutung starb. Für den Script (Dialog) seit 2019 ist H-Goon (Eigenschreibweise: h-goon) verantwortlich. Der Webtoon startete am 4. März 2018, und endete mit 179 Kapiteln; D&C Media veröffentlichte zudem eine Print-Version, die auf Deutsch bei Altraverse in bisher dreizehn Bänden erscheint (Stand: Mai 2025).
Bei Netmarble wird ein Rollenspiel entwickelt. Eine Anime-Fernsehserienadaption von A-1 Pictures hatte im ersten Quartal 2024 Premiere.
Der Anime „Solo Leveling Season 1“ wurde vom 7. Januar bis zum 31. März 2024 ausgestrahlt. Die zweite Staffel mit dem Titel „Solo Leveling: Arise from the Shadow“ feierte am 5. Januar 2025 Premiere. Die Zweite Staffel der Animeserie – „Solo Leveling“ – lief vom 24. Januar 2025 bis 29. März 2025 auf Crunchyroll, die wöchentlich neue Folgen veröffentlichte.
Der deutsche Fernsehsender ProSieben MAXX zeigt neben der Streamingplattform Joyn gemeinsam am 25. April 2025 erstmals die erste Staffel der Animeserie Solo Leveling im deutschen Free-TV.

## Handlung
In einer Welt, in der Jäger – Menschen, die magische Fähigkeiten besitzen – tödliche Monster bekämpfen müssen, um die Menschheit vor der sicheren Vernichtung zu bewahren, befindet sich ein notorisch schwacher Jäger namens Sung Jinwoo in einem scheinbar endlosen Kampf ums Überleben. Eines Tages, nachdem er nur knapp einen überwältigend mächtigen Doppeldungeon überlebt hat, der fast seine gesamte Gruppe auslöscht, wählt ihn ein mysteriöses Programm namens System als einzigen Spieler aus und gibt ihm im Gegenzug die äußerst seltene Fähigkeit, seine Stärke zu erhöhen, möglicherweise über alle bekannten Grenzen hinaus. Daraufhin begibt sich Jinwoo auf eine Reise, auf der er gegen alle möglichen Feinde kämpft, sowohl gegen Menschen als auch gegen Monster, um die Geheimnisse der Dungeons und die wahre Quelle seiner Kräfte zu entdecken.

## Charaktere
Sung Jin-woo
Protagonist der Serie ist Sung Jin-woo (kor. 성진우, rev. Seong Jinu, MR Sŏng Chinu). Ursprünglich ein berüchtigter schwacher E-Rang-Jäger und erhält die Chance als sein Leben dem Tod am nächsten stand, als Spieler eines magischen Programms namens System ausgewählt zu werden und die einzigartige Fähigkeit erhält, unbegrenzt an Stärke zu gewinnen. Indem er diese neue Macht, die ihm das System bietet, nutzt, steigt Jinwoo schließlich zum größten Jäger der Menschheit auf, findet sich aber auch als Hauptakteur in einem seit Ewigkeiten andauernden Krieg zwischen den Herrschern und den Monarchen wieder, zwei Gruppen von gottähnlichen Wesen, die ihre eigenen Pläne mit der Menschheit haben.
Yoo Jinho
Yoo Jinho (kor. 유진호, rev. Yu Jinho, MR Yu Chinho) ist ein koreanischer D-Rang-Jäger und der beste Freund von Jinwoo. Er stammt aus einer sehr wohlhabenden Familie und wird schließlich zum stellvertretenden Vorsitzenden von Jinwoos Gilde, nachdem es ihm gelungen ist, diesen mit seinem Sinn für Loyalität und Engagement zu beeindrucken. Jinho neigt auch dazu, sich in sehr ausgefallene und teure Rüstungen zu kleiden, was als prominenter Running Gag in der Serie dient.
Sung Jinah
Sung Jinah (kor. 성진아, rev. Seong Jina, MR Sŏng China) ist die jüngere Schwester von Jinwoo. Im Gegensatz zu ihrem Bruder ist sie noch Schülerin der High School und keine Jägerin.
Park Kyung-Hye
Park Kyung-Hye (kor. 박경혜, rev. Bak Gyeonghye, MR Pak Kyŏnghye) ist die Mutter von Jinwoo und Jinah. Vier Jahre vor den Ereignissen der Haupthandlung erkrankte sie plötzlich an Ewigem Schlummer, einer magisch induzierten und nur mit einem sehr seltenen Mittel heilbaren Krankheit. Sie fiel dadurch ins Koma, was Jinwoo dazu zwang, an ihrer Stelle als Ernährer der Familie zu übernehmen. Etwa vier Jahre später konnte Jinwoo sie jedoch mit einem seltenen Trank, den er während seiner Ausbildung im System hergestellt hatte, heilen und aufwecken.
Lee Joohee
Lee Joohee (kor. 이주희, rev. I Juhui, MR I Chuhŭi) ist eine koreanische B-Rang-Jägerin, die sich auf Heilmagie spezialisiert hat und eine von Jinwoos alten Freunden aus seiner Zeit als E-Rang-Jäger ist. Obwohl sie den doppelten Dungeon an der Seite von Jinwoo überlebt, steht sie unter Schock und zieht sich schließlich zurück, nachdem sie das mentale Trauma, dass sie durch den Vorfall erlitten hat, nicht überwinden konnte.
Cha Hae-In
Cha Hae-In (kor. 차해인, rev. Cha Haein, MR Ch'a Haein) ist eine koreanische S-Rang-Jägerin, die sich auf Schwertkampf spezialisiert hat und die einzige weibliche S-Rang-Jägerin im Land ist. Seit sie Jäger geworden ist, nimmt sie aufgrund ihrer seltenen Fähigkeiten bei Jägern die ihr Nahe kommen einen üblen Gestank wahr. Nachdem sie Jin-Woo in Aktion erlebt hatte und bemerkte, dass er unter den Jägern die ihr bisher begegneten der einzige war, welcher gut riecht, entwickelt sie romantische Gefühle für ihn.
Sung Il-Hwan
Sung Il-Hwan (kor. 성일환, rev. Seong Ilhwan, MR Sŏng Ilhwan) war ein koreanischer S-Rang-Jäger, der Ehemann von Kyung-Hye und der Vater von Jinwoo und Jinah. Zehn Jahre vor den Ereignissen der Haupthandlung verschwand er plötzlich während eines Raubzuges in einem Dungeon, woraufhin seine Familie ihn für tot hielt. Etwa ein Jahrzehnt später kehrte er jedoch in die Menschenwelt zurück, um seinem Sohn im bevorstehenden Krieg gegen die Monarchen zu helfen, und es stellte sich heraus, dass er ein Gefäß der Herrscher war, einer der sieben Menschen, die von den Herrschern auserwählt worden waren, um ihnen als ihre Wirte zu dienen. Obwohl Il-Hwan seine Mission letztendlich erfolgreich erfüllte, verbrauchte er in seinem letzten Kampf gegen die Monarchen seine Kräfte weit über das überlebbare Limit seines Körpers, und starb schließlich in den Armen seines Sohnes.
Go Gunhee
Go Gunhee (kor. 고건희, rev. Go Geonhui, MR Ko Kŏnhŭi) war ein koreanischer S-Rang-Jäger und der Vorsitzende der koreanischen Jägervereinigung, der Regierungsbehörde, die für die Überwachung aller in Korea aktiven Jäger, Gates und Gilden zuständig ist. Obwohl sich später herausstellte, dass er ein Gefäß der Herrscher war, litt er aufgrund seines hohen Alters an einer Reihe von Gesundheitsproblemen, die ihn daran hinderten, seine Kräfte voll auszuschöpfen, und wurde schließlich von den Monarchen im Kampf getötet.
Thomas Andre
Thomas Andre (kor. 토마스 안드레, rev. Tomaseu Andeure, MR T'omasŭ Andŭre) ist der stärkste Jäger Amerikas, und auch unter den fünf stärksten Jägern weltweit die Nummer 1. Er ist auch ein Gefäß eines Herrschers und wird wegen seiner großen Statur und immensen Kraft Goliath genannt. Er freundet sich später mit Jinwoo an, nachdem dieser ihn in einem Kampf besiegt hat, und schenkt ihm Kamish's Wrath, die stärkste magische Waffe der Welt.
Liu Zhigang
Liu Zhigang (kor. 류즈캉, rev. Ryu Jeukang, MR Ryu Chŭk'ang) ist der stärkste Jäger Chinas und auf Rang 2 in der Welt. Er ist auch ein Gefäß eines Herrschers und war der stärkste Jäger in Asien, bis Jinwoo ihn an Kraft übertraf. Später freundet er sich mit Jinwoo an, als sie sich zum ersten Mal während der jährlichen Gildenkonferenz treffen.
Christopher Reed
Christopher Reed (kor. 크리스토퍼 리드, rev. Keuriseutopeo Rideu, MR K'ŭrisŭt'op'ŏ Ridŭ) war vor Thomas Andre der stärkste Jäger Amerikas und belegte den dritten Platz in der Welt. Er war auch ein Gefäß eines Herrschers und der erste der sieben, die von den Monarchen getötet wurden.
Siddharth Bachchan
Siddharth Bachchan (kor. 싯다르트 밧찬, rev. Sitdareuteu Batchan, MR Shittarŭt'ŭ Patch'an) ist der stärkste Jäger Indiens derjenige der fünf Jäger, der in der Welt den vierten Platz belegte. Er ist auch ein Gefäß eines Herrschers und der einzige der sieben, der im Webtoon nie körperlich in Erscheinung tritt.
Goto Ryuji
Goto Ryuji (kor. 고토 류지, rev. Goto Ryuji, MR Kot'o Ryuji) war der stärkste Jäger in Japan. Obwohl er im Vergleich zu den Jägern der nationalen Ebene ein kleiner Fisch war, war Goto sehr egoistisch und hatte eine gefühllose Missachtung für das menschliche Leben. Seine Selbstüberschätzung kostete ihn schließlich das Leben, als er später während eines Angriffs auf das S-Rang-Tor auf der Insel Jeju mit einem Schlag von einem mächtigen Ameisenmonster namens Ameisenkönig getötet wurde.
Hwang Dongsoo
Hwang Dongsoo (kor. 황동수, rev. Hwang Dongsu, MR Hwang Tongsu) war ein koreanisch-amerikanischer S-Rang-Jäger, der versuchte, Jinwoo zu töten, nachdem er erfahren hatte, dass letzterer für den Tod seines älteren Bruders verantwortlich war. Er wurde schließlich von Jinwoo selbst getötet, nachdem er den großen Fehler gemacht hatte, Jinho zu entführen und brutal zu foltern, um Informationen über die Umstände des Mordes an seinem Bruder zu erhalten.
Lennart Niermann
Lennart Niermann (kor. 레나트 니어만, rev. Renateu Nieoman, MR Renat'ŭ Niŏman) ist der stärkste Jäger Deutschlands und steht auf Platz 12 der Weltrangliste. Obwohl Bester in seinem Heimatland, ist Lennart nicht besonders arrogant und hat ein starkes Pflichtbewusstsein, was sich zeigte, als er sich selbst als Köder benutzte, um Thomas vor dem Tod durch die Monarchs zu retten.
Ashborn
Ashborn (kor. 아스본, rev. Aseubon, MR Asŭbon) ist der König der Toten und der Monarch der Schatten. Er ist auch der stärkste Herrscher und das größte Fragment brillianten Lichtes. Nachdem er Äonen damit verbracht hatte, im uralten Krieg zwischen den Herrschern und den Monarchen zu kämpfen, wurde Ashborn der unaufhörlichen Gewalt überdrüssig, was ihn schließlich dazu brachte, Jinwoo als seinen Wirt zu wählen, in der Hoffnung, das Blutvergießen ein für alle Mal zu beenden. Als Jinwoo später von den Monarchen getötet wird, erscheint Ashborn leibhaftig, um ihn zu retten, und gibt Jinwoo eine ausführliche Erklärung über seine Vergangenheit. Nachdem er Jin-Woo wieder zum Leben erweckte und ihm den Rest seiner Kräfte übertrug, fiel Ashborn in einen ewigen Schlaf und erlaubte Jin-woo, seinen Platz als Schattenmonarch einzunehmen.
Antares
Antares (kor. 안타레스, rev. Antareseu, MR Ant'aresŭ) war der König der Drachen und der Monarch der Zerstörung. Er war auch der stärkste Monarch und der letzte Antagonist in Solo Leveling. Nachdem Jinwoo drei der anderen Monarchen getötet hatte, fiel Antares in die Menschenwelt ein, um ihn herauszulocken und zu erledigen. Doch trotz seiner Bemühungen scheiterte er letztlich an seiner Mission und wurde von den Herrschern getötet.
Kandiaru
Kandiaru (kor. 건축가), auch als der Architekt bekannt ist ein humanoides Wesen, welches hauptsächlich auf das erschaffen von Statuen spezialisiert es, welche es durch sein Mana kontrolliert. Zudem ist es der Schöpfer des Systems. Die mächtigste seiner Statuen ist die Statue Gottes aus dem Doppelten Dungeons. Vor Jahrtausenden ging Kandiaru mit Ashborn einen Pakt ein, bei dem er für diesen im Tausch gegen einen unsterblichen Körper ein geeignetes Gefäß suchen sollte, was zur Schöpfung des Systems führte. Seine Ideologien stimmen mit den Monarchen überein und sieht dadurch Menschen als niedere Lebensformen, die es zu vernichten gilt. Getötet wurde Kandiaru von Sung Jin Woo, als dieser das zweite Mal den doppelten Dungeon betrat.
Rulers
Die Herrscher (kor. 지배자들, rev. Jibaejadeul, MR Chibaejadŭl), auch Fragmente des strahlenden Lichts genannt, sind eine uralte Rasse geflügelter Humanoider, die die Menschen vor der Auslöschung durch die Monarchen schützen wollen. Obwohl sie edle Ziele verfolgen, sind sie bereit, moralisch fragwürdige Methoden anzuwenden, um diese zu erreichen, und sind indirekt für die Millionen von Menschenleben verantwortlich, die verloren gegangen sind, seit die Monster zum ersten Mal Tore benutzten, um in die menschliche Welt zu gelangen. Die Herrscher ähneln in ihrer Erscheinung stark den Engeln und sind in der Lage, eine einzigartige Form der Telekinese einzusetzen, die Herrschermacht.
Monarchs
Die Monarchen (kor. 군주, rev. Gunju, MR Kunju) sind eine uralte Rasse von Monstern, die versuchen, die menschliche Rasse für ihre eigenen Zwecke zu vernichten, so dass sie die primären Antagonisten der Serie darstellen. Infolgedessen haben sie eine grausame Missachtung für das Leben und sind im Allgemeinen sehr arrogant gegenüber denen, die sie als minderwertig relativ zu sich selbst betrachten. Vor allem Menschen. Die Monarchen regieren auch jeweils eine andere Rasse von Monstern und sehen der Rasse, über die sie herrschen, zum Verwechseln ähnlich.
Itarim
Die Itarim (kor. 이타림) auch Äußere Götter genannt sind die Schöpfer der unterschiedlichen Dimensionen und Universen in Solo Leveling und die Antagonisten in Solo Leveling:Ragnarok. Momentan sind die einzigen bekannten Itarim Das absolute Wesen sowie ein weiterer unbekannter Gott. Itarim scheinen in der Regel ihre Schöpfungen in ewigen Kriegen gegeneinander antreten, was sie als eine Art des Zeitvertreibs gegen langeweile sehen. Als das absolute Wesen die Aufforderung des hellsten Fragmentes des scheinenden Lichtes den Krieg zu beenden ignorierte, wurde durch die Ruler mit Ashborn als Ausnahme eine Revolution angefechtet. Um dies zu verhindern versteckte das absolute Wesen in Ashborn eine potente Kraft, welche von diesem im Angesicht des Todes entdeckt wurde, wodurch er zum Schatten Monarchen wurde. Mit neuer Kraft machte sich Asborn auf den weg zum absoluten Wesen, kam jedoch erst nach dessen Versterben an. Die von Gott geschaffenen Werkzeuge wurden danach von den Rulern weiterverwendet, die seinen Platz als die neuen Götter einnahmen. Während dem Kampf gegen den Frost und den Biest Monarchen teilte Ashborn Sung Jin Woo mit, dass kein Wesen unbegrenzte Kraft hat, was schließlich der Grund für die erfolgreiche Auslöschen Gottes war.

## Medien

### Web-Roman
Solo Leveling wurde zuerst in Kakaos digitaler Comic- und Belletristik-Plattform KakaoPage fortgesetzt und später von D&C Media unter ihrem Fantasy-Fiction-Label Papyrus veröffentlicht. Seit 2016 hat der Roman 1,4 Millionen Leser auf KakaoPage erreicht.
| Band            | Veröffentlichung (Südkorea) | ISBN (Südkorea)   |
| --------------- | --------------------------- | ----------------- |
| 01              | 04. November 2016           | 979-11-7033-666-2 |
| 02              | 04. November 2016           | 979-11-7033-667-9 |
| 03              | 21. Dezember 2016           | 979-11-7033-755-3 |
| 04              | 25. Januar 2017             | 979-11-7033-858-1 |
| 05              | 23. Februar 2017            | 979-11-7033-911-3 |
| 06              | 30. März 2017               | 979-11-7033-976-2 |
| 07              | 04. April 2017              | 979-11-6140-318-2 |
| 08              | 24. Mai 2017                | 979-11-6140-412-7 |
| 09              | 22. Juni 2017               | 979-11-6140-467-7 |
| 10              | 20. Juli 2017               | 979-11-6140-549-0 |
| 11              | 24. August 2017             | 979-11-6140-626-8 |
| 12              | 21. September 2017          | 979-11-6140-693-0 |
| 13              | 27. Oktober 2017            | 979-11-6140-827-9 |
| Nebengeschichte | 18. April 2018              | 979-11-6268-337-8 |

### Webtoon
Eine Webtoon-Adaption startete am 4. März 2018 auf KakaoPage und beendete ihre erste Staffel am 29. Dezember 2021. In Japan startete Solo Leveling in Kakao Japans Webtoon- und Fiction-Service Piccoma und erreichte über 1 Million kumulative Leserschaft, Es wurde auch als Nr. 1 Webtoon in Piccoma's „Best of 2019“ ausgewählt.
Der Webtoon wird auf Webnovel, Tapas, Pocket Comics und Tappytoon in englischer Sprache digital veröffentlicht. Auf Deutsch erscheint die Serie als Printmedium bei Altraverse sowie online auf Englisch bei Pocket Comics.
| Nummer | Ursprüngliches Veröffentlichungsdatum | Original ISBN     | Deutsches Erscheinungsdatum | Deutsche ISBN     |
| ------ | ------------------------------------- | ----------------- | --------------------------- | ----------------- |
| 01     | 26. September 2019                    | 979-11-89320-29-4 | 10. Juli 2020               | 978-3-96358-525-8 |
| 02     | 30. Januar 2020                       | 979-11-89320-36-2 | 16. Oktober 2020            | 978-3-96358-526-5 |
| 03     | 27. August 2020                       | 979-11-89320-69-0 | 15. Januar 2021             | 978-3-96358-702-3 |
| 04     | 29. April 2021                        | 979-11-91363-73-9 | 21. Mai 2021                | 978-3-96358-703-0 |
| 05     | 07. Oktober 2021                      | 979-11-6777002-8  | 23. Mai 2022                | 978-3-7539-0473-3 |
| 06     | 25, Juli 2022                         | 979-1-16-777037-0 | 17. Oktober 2022            | 978-3-7539-0747-5 |
| 07     | 22. Februar 2023                      | 979-1-16-777070-7 | 17. April 2023              | 978-3-7539-1732-0 |
| 08     | 25. Mai 2023                          | 979-1-16-777089-9 | 28. August 2023             | 978-3-7539-1734-4 |
| 09     | 30. August 2023                       | 979-1-16-777113-1 | 15. Januar 2024             | 978-3-7539-2054-2 |
| 10     | 18. April 2024                        | 979-1-19-354981-0 | 10. Juni 2024               | 978-3-7539-2285-0 |
| 11     | 04. Juni 2024                         | 979-1-19-382120-6 | 25. November 2024           | 978-3-7539-2878-4 |
| 12     | 29. August 2024                       | 979-1-19-382139-8 | 17. Februar 2025            | 978-3-7539-3158-6 |
| 13     | 28. November 2024                     | 979-1-19-382173-2 | 12. Mai 2025                | 978-3-7539-3487-7 |

### Spiel
Im Januar 2022 kündigte Netmarble an, dass sie ein auf der Serie basierendes Rollenspiel entwickeln werden.

### Anime
Auf der Anime Expo 2022 wurde eine Anime-Fernsehserienadaption angekündigt. Sie wird von A-1 Pictures produziert und von Shunsuke Nakashige inszeniert, Noboru Kimura schreibt die Drehbücher, Tomoko Sudo entwirft die Figuren und Hiroyuki Sawano komponiert die Musik. Die Premiere war für 2023 geplant, allerdings wurde diese auf die Winter-Saison 2024 verschoben und startete in Japan am 7. Januar 2024. Crunchyroll hat die Serie außerhalb von Asien lizenziert und begann mit dem Simulcast in Deutschland am 6. Januar 2024 sowie am 20. Januar 2024 mit der wöchentlichen Veröffentlichung der deutschen Synchronfassung. Die letzte Folge der ersten Staffel wurde am 30. März in Japan und zeitgleich als Simulcast in Deutschland ausgestrahlt.
Eine 13 Folgen umfassende zweite Staffel des Anime lief vom 4. Januar bis 29. März 2025 im japanischen Fernsehen. In Deutschland startete der Simulcast der zweiten Staffel am 4. Januar 2025 auf Crunchyroll und am 25. Januar 2025 die deutsche Synchronfassung.

### Synchronisation
Die deutsche Synchronisation erfolgte bei VSI Synchron in Berlin nach der Regie und dem Synchrondrehbuch von Marco Rosenberg.
| Rolle        | japanischer Sprecher (Seiyū) | deutscher Sprecher |
| ------------ | ---------------------------- | ------------------ |
| Jin-woo Sung | Taito Ban                    | Marco Eßer         |
| Hae-In Cha   | Reina Ueda                   | Özge Kayalar       |
| Jin-ho Yoo   | Genta Nakamura               | Bastian Sierich    |
| Jin-chul Woo | Makoto Furukawa              | Florian Hoffmann   |
| Gun-hee Go   | Banjou Ginga                 | Matthias Friedrich |
| Jong-in Choi | Daisuke Hirakawa             | Jan Makino         |
| Yoon-ho Baek | Hiroki Touchi                | Paul Matzke        |
| Jun-hee Lee  | Rina Hon’izumi               | Alice Bauer        |

### Sequel
Im April 2023 kündigte Kakao eine Fortsetzung mit dem Titel Solo Leveling: Ragnarok an. Die Webtoon-Adaption wurde durch KakaoPage am 10. April 2023 veröffentlicht.